# El Español en el Mundo
El Español en el Mundo es una publicación de carácter anual del Instituto Cervantes, que recoge una serie de informes anuales que describen y delimitan el peso y la utilización actuales de la lengua española. Las sucesivas ediciones, publicadas desde 1998, forman una colección de imágenes sobre la situación del español. Desde 2009, incluye como capítulo inicial el informe El español: una lengua viva en el que se analiza la presencia global del español atendiendo a sus variables más representativas: demografía, peso económico y proyección internacional.